# Institut für Mechanik der Chinesischen Akademie der Wissenschaften

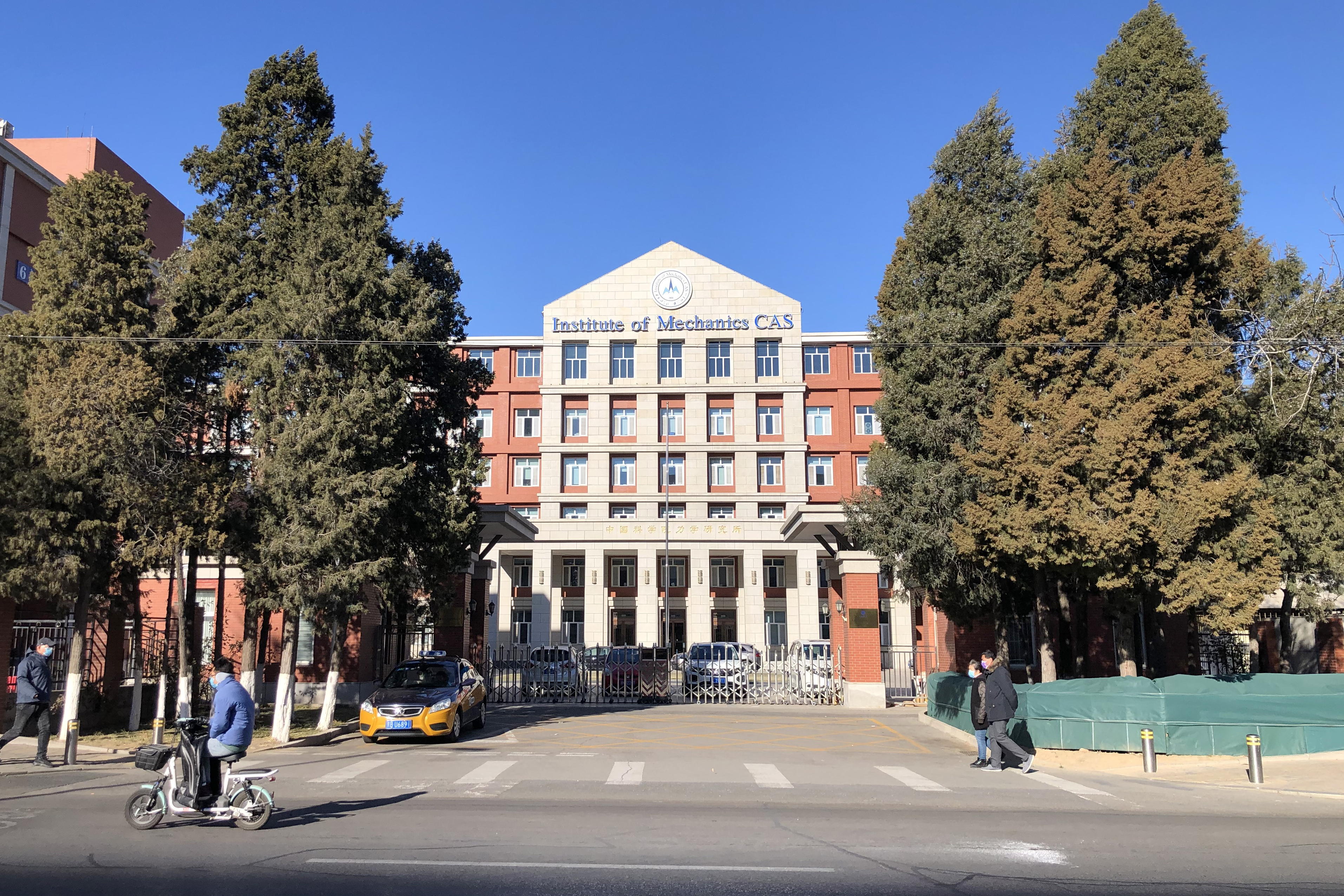
Hauptgebäude des Instituts

Das Institut für Mechanik der Chinesischen Akademie der Wissenschaften (chinesisch 中国科学院力学研究所, Pinyin Zhōngguó Kēxuéyuàn Lìxué Yánjiūsuǒ) mit Hauptsitz im Stadtbezirk Haidian der chinesischen Hauptstadt Peking befasst sich primär mit Mikroskopischer Mechanik und maßstabübergreifender Korrelation, Hochtemperatur-Gasdynamik und Transatmosphärenflug, Mikrogravitation und ihren praktischen Anwendungen sowie mechanischen Fragestellungen bei Offshorebauwerken und anderen Ingenieurprojekten.
Direktor des Instituts für Mechanik ist seit dem 8. Juli 2022 der Strömungsmechaniker Luo Xisheng (罗喜胜, * 1971).

## Geschichte
Das Institut für Mechanik geht zurück auf das Labor für Mechanik (力学研究室), das Ende 1953 unter der Leitung des Physikers Qian Weichang unter dem Dach des damaligen Instituts für Mathematik der Chinesischen Akademie der Wissenschaften (中国科学院数学研究所) eingerichtet wurde. Damals befasste man sich am Labor mit Forschungen zur Mechanik fester Körper und zur Strömungsmechanik.

### Raketen und Kernwaffen
Am 8. Oktober 1955 kehrte der Raketenwissenschaftler Qian Xuesen aus den USA nach China zurück. Wenig später, ab November 1955, begannen Qian Xuesen und Qian Weichang die Gründung eines eigenständigen Instituts für Mechanik voranzutreiben, nun nicht mehr mit Blick auf Grundlagenforschung, sondern mit der nominellen Zielsetzung, den Aufbau der chinesischen Industrie zu unterstützen. Am 5. Januar 1956 reichte die Chinesische Akademie der Wissenschaften einen entsprechenden Antrag beim Staatsrat der Volksrepublik China ein, der am 16. Januar genehmigt wurde. Als das Institut für Mechanik der Akademie der Wissenschaften (中国科学院力学研究所) im September 1956 seinen regulären Betrieb aufnahm, hatte es Forschungsgruppen für die Mechanik der elastischen Körper, die Mechanik der plastischen Körper, die Dynamik von Flüssigkeiten und Gasen, Theorie der Steuerungs- und Regelungstechnik, Optimierungsrechnung, chemische Strömungsmechanik und physikalische Mechanik. Leiter des Instituts, das bereits sehr konkret auf Raketenbau ausgerichtet war, war Qian Xuesen, sein Stellvertreter Qian Weichang.
Im Jahr 1958 wurde am Institut für Mechanik im Zusammenhang mit dem Großen Sprung nach vorn die Losung „Hinauf in den Himmel, hinein in die Erde, hinaus aufs Meer“ (上天、入地、下海) ausgerufen. Der Schwerpunkt lag hierbei auf dem Himmel, speziell dem „Projekt 581“ zum Bau und Start eines chinesischen Satelliten. Am 21. August 1958 wurde das „Ingenieurbüro 1001“ unter der Leitung des Stellvertretenden Institutsleiters Guo Yonghuai gegründet, der 1940/1941 zusammen mit Qian Weichang in Toronto Angewandte Mathematik studiert und später mit ihm zusammen am California Institute of Technology tätig gewesen war. Im November 1958 wurde das Ingenieurbüro nach Shanghai verlegt und entwickelte sich im Laufe der folgenden Jahrzehnte zum Forschungsinstitut für weltraumbezogenen Maschinenbau und Elektrotechnik Peking der Chinesischen Akademie für Weltraumtechnologie, die heute nichts mehr mit der Chinesischen Akademie der Wissenschaften zu tun hat, sondern ein Unternehmensbereich der China Aerospace Science and Technology Corporation ist.
Am 14. Juni 1959 reichte Qian Xuesen bei der Akademie der Wissenschaften ein Memorandum mit dem Titel „Ansichten über den weiteren Ausbau der Grundlagenforschung bezüglich Raketentechnologie an der Chinesischen Akademie der Wissenschaften in Abstimmung mit den Bedürfnissen der Landesverteidigung“ (关于在中国科学院配合国防需要开展火箭技术探索性研究的意见) ein. Nach Genehmigung durch die Akademie wurde im November 1959 die sogenannte „2. Abteilung“ (二部) gegründet, die sich im Weiteren mit Hochgeschwindigkeits-Aerodynamik, Hochtemperatur-Festigkeit, Treibstoffen für Flüssigkeitsraketentriebwerke und deren Verbrennung sowie der Konstruktion und Herstellung von Laborausrüstung und Messgeräten befasste. Das Labor für Flüssigtreibstoffe und Verbrennung (液体推进剂及燃烧研究室) wurde im Oktober 1960 einschließlich des Personals auf die Versuchsbasis Huairou des Instituts im Norden von Peking verlegt.
Im Mai 1965 beauftragte die von Premierminister Zhou Enlai geleitete „Zentrale Kommission für Spezialprojekte“ (中央专门委员会) die Chinesische Akademie der Wissenschaften, eine Flugabwehrrakete zur Bekämpfung von sehr tief fliegenden Luftangriffsmitteln zu entwickeln, das sogenannte „Projekt 541“, dessen Leitung dem stellvertretenden Institutsleiter Guo Yonghuai übertragen wurde. Während das Institut für Automatisierung der Akademie für die Steuerung der Rakete zuständig war, war die Aufgabe des Instituts für Mechanik die Konstruktion des Raketenkörpers, des Triebwerks und der Abschussvorrichtung, außerdem Analyse und Test von Aerodynamik und Materialstärke. Die Versuchsbasis Huairou war im Juli 1964 in „Zweigabteilung des Instituts für Mechanik“ (力学所分部) umbenannt worden, und nun wurden dort die Labors 201 bis 204 eingerichtet, die sich mit diesen vier Teilaspekten befassen sollten. Die „2“ an der ersten Stelle der Labornummern stand dabei für „2. Abteilung“, also Raketentechnologie. Nach sechs Probestarts und fünf Flugversuchen wurde das Projekt 541 jedoch 1968 eingestellt.
Nachdem die Mittelstreckenrakete Dongfeng 2 im Sommer 1964 die ersten erfolgreichen Flugtests absolviert hatte, wurde dem Institut für Mechanik der Auftrag erteilt, einen ablativen Hitzeschutz für einen auf die Rakete zu montierenden Nuklearsprengkopf zu entwickeln, der sogenannte „Auftrag Nr. 28“ (28#任务). Gleichzeitig arbeitete man in China an Raketen, die anfliegende Atomraketen bzw. Sprengköpfe des Gegners frühzeitig zerstören sollten, das sogenannte „Projekt 640“ (640工程). Am 28. Februar 1965 hielt Guo Yonghuai auf einer Sitzung der Kommission für Wehrtechnik der Volksbefreiungsarmee ein Referat zum Thema „Physikalische Phänomene beim Wiedereintritt von Raketen“ (关于开展导弹再入物理现象研究). Daraufhin erteilte die Wehrtechnik-Kommission der Akademie der Wissenschaften am 5. Oktober 1965 einen entsprechenden Forschungsauftrag. Die Leitung hierbei hatte das Institut für Mechanik, aber auch das Institut für Physik, das Institut für Elektronik und das Institut für Geophysik waren an dem „Auftrag 640-5“ (640-5任务) beteiligt.
Bereits im Mai 1963 hatte das nach der Nummer des im Aufbau befindlichen Kernwaffentestgeländes Lop Nor benannte Forschungsinstitut 21 der Wehrtechnik-Kommission dem Institut für Mechanik den Auftrag erteilt, die Parameter für ein Gerät zur Messung der Druckwellenstärke von Kernexplosionen zu ermitteln. Damit trug das Institut wesentlich zur wissenschaftlichen Auswertung des ersten Atomtests der Volksrepublik China am 16. Oktober 1964 bei. In den Jahren 1965–1967 baute das Institut bei der Zweigabteilung Huairou ein Sprengtestgelände auf, wo mit kleinen Raketen Sprengladungen in sieben verschiedene Höhen getragen werden konnten, um die Gesetzmäßigkeiten bei der Ausbreitung der ursprünglich kugelförmigen Druckwelle auf dem Boden zu erforschen. Die hierbei ermittelten Daten lieferten dem Forschungsinstitut 21 in Xinjiang die Grundlage für die Berechnung der optimalen Detonationshöhe von Kernwaffen (500 m für Atombomben, 3000 m für Wasserstoffbomben).

### Kulturrevolution
Die Versuchsbasis Huairou war 1958 im Zusammenhang mit dem kaum ein halbes Jahr später aus wirtschaftlichen Gründen wieder eingestellten „Projekt 581“ zum Bau und Start eines chinesischen Satelliten gegründet worden. Nachdem im Januar 1965 mit dem „Projekt 651“ ein erneuter Anlauf zur Entwicklung eines Satelliten gestartet worden war, wurde im Januar 1966 aus den bereits 1958 mit dem Thema befassten Wissenschaftlern das von Zhao Jiuzhang geleitete „Ingenieurbüro 651“ gebildet, wobei Guo Yonghuai erneut eine führende Rolle spielte. Die Wissenschaftler des Instituts für Mechanik waren für die Konstruktion des kugelförmigen Satellitengehäuses und die Temperaturregelung zuständig, befassten sich aber auch bereits mit ersten Entwürfen eines mit einer Kamera ausgerüsteten und wieder zur Erde zurückkehrenden Aufklärungssatelliten, den Qian Xuesen als nächsten Schritt in seinem Drei-Satelliten-Plan vorgesehen hatte.
Im Mai 1966 brach die Kulturrevolution aus, die sich aus einem parteiinternen Kampf gegen sich etabliert habende Netzwerke und Machtstrukturen bald zu einer antiintellektuellen Bewegung entwickelte.
Um die Landesverteidigung nicht zu gefährden, beschloss das Zentralkomitee der Kommunistischen Partei Chinas im Oktober 1967, die mit diesem Komplex befassten Forschungseinrichtungen der Volksbefreiungsarmee zu unterstellen. Im März 1968 kam die Zweigabteilung Huairou unter militärische Verwaltung. Im Mai 1970 wurde das mit dem Auftrag 640-5 befasste Personal inklusive Laborausrüstung aus dem Institut abgezogen und der 2. Akademie des Siebten Ministerium für Maschinenbauindustrie unterstellt, der heutigen Akademie für Verteidigungstechnologie.
Im Juli 1970, als die stärksten Unruhen abgeklungen waren, wurde das Institut für Mechanik wieder der Akademie der Wissenschaften unterstellt. Die Antiraketenforschung blieb jedoch beim Siebten Ministerium. Im Juli 1972 wurde das Institut dann der Stadt Peking unterstellt und in „Pekinger Institut für Mechanik“ (北京力学所) umbenannt. Erst am 1. Januar 1978, mehr als ein Jahr nach dem Tod von Mao Zedong, kam das Institut per Beschluss des Staatsrats der Volksrepublik China wieder zur Akademie der Wissenschaften.

### Zivile Ausrichtung
1982 fand im Rahmen der Reform- und Öffnungspolitik eine Neuausrichtung des Instituts hin zu ziviler, aber immer noch anwendungsbezogener Grundlagenforschung statt. Die vier Hauptgebiete, auf denen man sich nun betätigte waren mechanische Fragestellungen bei Offshorebauwerken, Geophysikalische Strömungsmechanik, Energieforschung und Explosionsschutz in der Industrie. Die Forschungsergebnisse wurden auch kommerziell verwertet und im Laufe der folgenden Jahre mehr als zehn Ausgründungen durchgeführt. 
Im Februar 1984 gab Qian Xuesen mit 72 Jahren die Leitung des Instituts an den auf Explosionsmechanik spezialisierten Physiker Zheng Zhemin ab. Dies ging einher mit einer Schwerpunktverlagerung hin zum Umbau der traditionellen Industrie in China. Man unterstützte, insbesondere während Zhengs zweiter Amtszeit ab Dezember 1987, Umweltschutzprojekte und Materialforschung. Mit dem im 1995 gegründeten Nationalen Laboratorium für Mikrogravitation und dem 2012 in Yanqi nördlich von Peking in Betrieb genommenen Hyperschall-Windkanal JF12 verlegte man sich dann wieder mehr auf Luft- und Raumfahrttechnik.
Am 11. Juni 2012 gründete das Institut die Kraftwald Technologie GmbH (北京中科力森科技有限公司) mit einem Stammkapital von 1 Million Yuan, die den Ausgründungen, die sich juristisch alle im Staatsbesitz befanden, Kapital zur Verfügung stellen sollte und dafür verantwortlich war, dass dort Wertschöpfung betrieben wurde. Die Kraftwald GmbH ist bis heute nicht nur für die kaufmännische Aufsicht über die Ausgründungen, sondern auch die kommerzielle Verwertung ihrer Forschungsergebnisse zuständig.

## Struktur
Im Jahr 2022 besaß das Institut für Mechanik sechs Abteilungen:
- Das Nationale Schwerpunktlabor für Nichtlineare Mechanik (非线性力学国家重点实验室) geht zurück auf das im Juni 1988 gegründete Offene Labor für Nichtlineare Kontinuumsmechanik, der erste Laborleiter war der damalige Institutsleiter Zheng Zhemin. Nachdem die Arbeit des Labors 1995 als „exzellent“ (优秀) bewertet wurde, erteilte das Ministerium für Wissenschaft und Technologie im Oktober 1999 die Genehmigung zum weiteren Ausbau. Nach einer Inspektion durch eine Expertengruppe des Ministeriums wurde das Labor schließlich im April 2001 zum Nationalen Schwerpunktlabor hochgestuft. Heute liegt der Forschungsschwerpunkt des Labors bei Musterbildung in verschiedenem Maßstab, von der mikroskopischen Ebene bis zu Makrostrukturen, sowohl bei Festkörpern als auch bei Flüssigkeiten.[11][12]
- Das Nationale Schwerpunktlabor für Hochtemperatur-Gasdynamik (高温气体动力学国家重点实验室) ging aus der im November 1959 gegründeten 2. Abteilung hervor, sie führt die von Qian Xuesen und Guo Yonghuai begründeten Forschungen auf dem Feld der Luft- und Raumfahrttechnik fort. 1994 wurde das Offene Labor für Hochtemperatur-Gasdynamik unter der Leitung von Yu Hongru (俞鸿儒, * 1928) gegründet, einem Schüler von Guo Yonghuai, der 1968 Chinas ersten Hyperschall-Windkanal JF8 gebaut hatte.[7] Am 13. Oktober 2011 wurde das Labor mit Genehmigung des Ministeriums für Wissenschaft und Technologie zum Nationalen Schwerpunktlabor hochgestuft. Die Arbeit des Labors ist stark praxisorientiert: man unterstützt die Entwicklung von Staustrahltriebwerken und modernen Pulsstrahltriebwerken[13] und hilft, die Aerodynamik entsprechender Flugkörper mit Computersimulationen und praktischen Tests im Windkanal zu verbessern.[14][15]
- Das Schwerpunktlabor für Mikrogravitation der Chinesischen Akademie der Wissenschaften (中国科学院微重力重点实验室) wurde am 4. September 1995 mit Genehmigung der damaligen Kommission für Wissenschaft, Technik und Industrie für Landesverteidigung im Zusammenhang mit dem bemannten Raumfahrtprogramm der Volksrepublik China gegründet, es wurde ab 1998 von der Akademie der Wissenschaften und dem Hauptzeugamt der Volksbefreiungsarmee gemeinsam betrieben (letztere Dienststelle war damals für das bemannte Raumfahrtprogramm zuständig).[16] Erster Laborleiter war der Strömungsmechanik-Spezialist Hu Wenrui (胡文瑞, * 1936).[17][18] Forschungsschwerpunkte sind die Marangoni-Konvektion unter Schwerelosigkeit, Verbrennung unter Schwerelosigkeit und Brandschutz in bemannten Raumfahrzeugen,[19] Erstarren und Kristallisation unter Schwerelosigkeit sowie Biomechanik und Nano-Biotechnologie im Weltall. Der Laborschrank für Fluiddynamik und der Laborschrank für Zweiphasensysteme im Wissenschaftsmodul Mengtian der  Chinesischen Raumstation wurden vom Schwerpunktlabor für Mikrogravitation entwickelt und gebaut.[20] Die dort durchgeführten Experimente zu komplexen Flüssigkeiten, bei denen zwei Phasen koexistieren, Kolloiden mit Teilchen im Mikrometerbereich etc. werden von der Erde aus ferngesteuert durchgeführt,[21] die Raumfahrer müssen jedoch immer wieder neue Materialproben einführen. Man hofft, mit diesen Forschungen die Handhabung von Kühlflüssigkeiten und Treibstoffen in Raumflugkörpern verbessern zu können.[22]
- Das Schwerpunktlabor für Fluid-Struktur-Kopplung der Chinesischen Akademie der Wissenschaften (中国科学院流固耦合系统力学重点实验室) wurde im Februar 2012 auf der Basis des 1986 gegründeten Wissenschaftlich-technischen Forschungszentrums für Offshorebauwerke (中科院海洋工程科学技术研究中心) und des 2009 gegründeten Forschungszentrums für mechanische Fragestellungen beim fortschrittlichen Schienenverkehr (中科院先进轨道交通力学研究中心) gegründet,[23] erster Laborleiter war Huang Chenguang (黄晨光).[24] Forschungsschwerpunkte sind heute die wechselseitige Beeinflussung von Strömungen und Bauwerken, Strömungen und Felsen, die Kopplung zwischen Wind- und Wasserströmungen sowie die wechselseitige Beeinflussung von Erdgas, Wasser und Sand.[25]
- Das Zentrum für Raumflugtechnologie der Chinesischen Akademie der Wissenschaften (中国科学院空天飞行科技中心) wurde im April 2019 auf der Basis des ebenfalls der Akademie der Wissenschaften direkt unterstehenden Zentrums für Hyperschalltechnologie (中国科学院高超声速科技中心) gegründet,[26] dessen Aufgabenfeld von Raumgleitern und Raumflugzeugen auf Trägerraketen erweitert wurde. Das Zentrum wird seit seiner Gründung von Yang Yiqiang (杨毅强, * 1967) geleitet,[27] der von der Chinesischen Akademie für Trägerraketentechnologie kam, wo er unter anderem für die Feststoffrakete Langer Marsch 11 und eine von dem strategischen Bomber Xian H-6 gestartete Trägerrakete zuständig war.[28][29] Heute befasst man sich am Zentrum für Raumflugtechnologie zum einen mit der Entwicklung von preisgünstigen Trägerraketen, wobei eine Wiederverwendbarkeit angestrebt wird, zum anderen auch mit Seestarttechnologie und der Möglichkeit, Raketen mittels elektromagnetischer Beschleunigung zu starten,[30] ein Ansatz, der auch von der China Aerospace Science and Industry Corporation verfolgt wird.[31][32]
- Das Zentrum für Ingenieurwissenschaft und Anwendung für Langstreckenflug (宽域飞行工程科学与应用中心) entstand 2021 durch eine Fusion des 2008 gegründeten Schwerpunktlabors für fortschrittliche Fertigung (先进制造工艺力学重点实验室)[33] mit ursprünglich für das Zentrum für Raumflugtechnologie vorgesehenen Einrichtungen. Am Zentrum für Langstreckenflug befasst man sich speziell mit der Nutzung von Laserfertigungsanlagen für die Herstellung von manövrierfähigen Suborbitalflugkörpern, die, anders als zum Beispiel das wiederverwendbare Raumtransportsystem der Chinesischen Akademie für Trägerraketentechnologie, nicht nur auf Strecken mit einer bestimmten Neigung zum Äquator, sondern in einem weiten Bereich fliegen können. Das Zentrum für Langstreckenflug ist eine interdisziplinäre Einrichtung, wo Ingenieure mit Wissenschaftlern zusammenarbeiten, die ersteren die theoretischen Grundlagen für Versuche in der komplizierten Umgebung im Grenzbereich zwischen Atmosphäre und Weltraum liefern.[34]

## Einrichtungen

### Laserfertigung
Das Zentrum für Ingenieurwissenschaft und Anwendung für Langstreckenflug verfügt über eine Experimentalwerkstatt mit drei Lasern im Bereich zwischen 200 W und 2000 W sowie einem französischen Nd:YAG-Laser, der in gepulstem Betrieb eine Spitzenleistung von 3 kW liefert. Eine robotische Werkbank mit einem 4 × 3 m Portal ermöglicht eine Bewegung des Lasers um fünf Achsen. Außerdem verfügt man noch über ein System zur Computersimulation von Bearbeitungsprozessen.

### Wasserkanal
Das Schwerpunktlabor für Fluid-Struktur-Kopplung verfügt über einen Wasserkanal, um die Wechselwirkungen zwischen Meereswellen, Meeresströmungen, Bauwerken und Meeresböden zu studieren. Der Kanal ist 52 m lang, 1 m breit und 1,5 m tief. Es können sowohl regelmäßiger Seegang als auch zufällige Wellen erzeugt werden, gleichzeitig oder auch getrennt davon Strömungen in einer Richtung oder Umkehrströmungen. Die maximal erzeugbare Wellenhöhe beträgt 45 cm, die Periodendauer kann zwischen 0,5 s und 5 s eingestellt werden. Die maximale Strömungsgeschwindigkeit beträgt 1 m/s, und es können auch Tsunami-artige Einzelwellen erzeugt werden. Auf halber Länge des Kanals befindet sich ein Behälter, aus dem man Sand ins Wasser rieseln lassen kann, um Sedimentation zu simulieren. Die Anlage ist mit zahlreichen Sensoren ausgestattet, die es ermöglichen, welleninduzierte Bodenverflüssigung, Bodenabtrag rund um Unterwasserstrukturen sowie eventuell ungenügende Standfestigkeit von Küsten- und Offshorebauwerken zu studieren.

### Hyperschall-Windkanäle
Der Bau des Hyperschall-Windkanals JF12 (JF12超高速高焓激波风洞) auf dem Campus Huairou (怀柔园区) in Yanqi, nördlich von Peking, wurde 2008 genehmigt. 2012 wurde er in Betrieb genommen, wovon sich auch die Zahl in seiner Kurzbezeichnung ableitet (das „JF“ steht für 激波风洞 bzw. Jībō Fēngdòng, also „Stoßwellen-Windkanal“). Der Windkanal ist insgesamt 265 m lang, der Durchmesser der Düse vor der eigentlichen Teststrecke beträgt 2,5 m, und der Testabschnitt selbst hat einen Durchmesser von 3,5 m. Dort können Modelle von Flugkörpern für 130 ms Geschwindigkeiten von 1,5–3,0 km/s ausgesetzt werden, was Mach 5 bis Mach 9 in einer Höhe von 25–50 km entspricht.
Im März 2018 begann man, gefördert von der Nationalen Stiftung für Naturwissenschaften, mit den konkreten Planungsarbeiten für einen zweiten, 167 m langen Windkanal auf dem Campus Huairou, in dem für bis zu 40 ms Geschwindigkeiten von bis zu 10 km/s erzeugt werden können, was bei einer Flughöhe von 40–90 km Mach 30 entspricht. Wie beim JF12 beträgt der Durchmesser der Düse vor der eigentlichen Teststrecke 2,5 m. Der Testabschnitt selbst hat einen Durchmesser von 4 m und eine Länge von 8 m. In dem wegen des Jahrs der Inbetriebnahme „JF22“ genannten Windkanal wird mit einem Luftdruck von 10 MPa bis 1000 MPa gearbeitet, wofür wegen des starken Temperaturabfalls der Strömung bei der Expansion eine Vorwärmung des Gases auf 2500 °C bis 18.000 °C nötig ist,  um eine Verflüssigung zu vermeiden.
Im August 2021 war der eigentliche Windkanal mit Vakuumreservoir, Teststrecke und Düse fertiggestellt, am 15. April 2022 fand der erste Probelauf der Anlage statt.
Nachdem dieser zur vollen Zufriedenheit verlief und die Anlage für den Betrieb freigegeben worden war, war das erste dort durchgeführte Projekt die Erforschung der Strömungsverhältnisse an dem von einem Trägerflugzeug bis in eine Höhe von 30–40 km getragenen Tengyun-Raumgleiter der Chinesischen Akademie für Flugkörpertechnologie. Hierbei interessierten sich die Ingenieure vor allem für die Vorgänge im Moment des Abtrennens  des Raumgleiters vom Trägerflugzeug.
Außerdem entwickelte das Schwerpunktlabor für Hochtemperatur-Gasdynamik des Instituts ein Hyperschall-Pulsstrahltriebwerk, bei dem die Mischung aus Treibstoff und nach dem Prinzip des Staustrahltriebwerks eingeleiteter Luft auf eine schräge Rampe geleitet wird, was eine Druckwelle erzeugt und zur Explosion der Mischung führt. Ab etwa 100 Explosionen pro Sekunde erzeugt dieses „Konstant-Schrägexplosions-Staustrahltriebwerk“ (驻定斜爆轰发动机) wegen der englischen Bezeichnung standing oblique detonation ramjet meist „Sodramjet“ genannt, einen kontinuierlichen Schub.
Im JF12 hatte man dieses Triebwerk bereits bei Mach 7 bis Mach 9 erprobt und dabei eine Verbrennungseffizienz des Treibstoffs von 50 % erreicht. Nun soll das Triebwerk im JF22 bei Mach 9 bis Mach 16 getestet werden.

## Lehre
Das Institut für Mechanik fungiert auch als Campus der Universität der Chinesischen Akademie der Wissenschaften. Es werden sowohl Diplomanden aufgenommen, die an anderen Universitäten bereits ein Vordiplom erlangt haben, als auch Doktoranden. Die Zahl der Studenten ist begrenzt. So wurden zum Beispiel für das Studienjahr 2021/2022 nur acht Doktoranden neu aufgenommen, zwei davon im Fachbereich Mechanik fester Körper, drei im Fachbereich Strömungsmechanik und drei im Fachbereich Technische Mechanik. Diese acht Doktoranden hatten bei ihren Diplomprüfungen an der Universität für Luft- und Raumfahrt Peking etc. zwischen 82 und 93 von 100 Punkten erhalten.